# 姚佳音
姚佳音（？—），女，浙江嵊泗人，中国女子乒乓球运动员，曾获得全国乒乓球锦标赛女子单打冠军。